# Микрофилм
Микрофилм је посебна врста филмске траке, а која је намењена за снимање докумената.

## Опис
Микрофилм је црно-бели филм ниске осетљивости, на цеулоидноај траци, која је носилац емулзије, а у којој се налазе фино распоређени халогениди сребра. Микрофилм, за разлику од обичног црно-белог филма, који се користи у класичној фотографији, има изузетно ситно зрно и велики контраст, који омогућава снимање докумената са великим умањењем, и до 50х. Микрофилм је намењен снимању архивске грађе, научне и техничке документације, као и пословне документације. Површина Архивског простора потребаног за чување микрофилма је површине 3-5%, у односу на површину архивског простора потребаног за чување папирне документације.

## Микрооблици
Микрофилм се производи у зависности од намене, у различитим димензијама и облицима. Димензије микрофилма су дефинисане светским стандардима, а који су уграђени у националне стандарде. Основни микрооблици су:

### Микрофилмска ролна
Микрофилмска ролна се производи у две ширине: 16мм и 35мм, дужине 30 и 42м.

### Микрофиш
Микрофиш је у облику дописне карте, и нејчешће је у употреби микрофиш димензије 105 х 149 милиметара.

## Снимање
За снимање на микрофилм користе се камере. Камере могу да буду: корачне камере, које снимају један по један документ; проточне камере, које снимају низ докумената, један за другим, великом брзином; и уређаји који директно из дигиталних датотека, преносе информације у виду слике документа, на микрофим.

### Корачна камера
Сам назив камере нас упућује, да она снима један по један документ, снимак по снимак. Ова камера се употребљава за снимање архивске грађе, техничких цртежа и планова формата папира већег од А3, као и књига. Ове камере користе филмове у ролни, ширине 16мм и 35мм.

### Проточна камера
Ове камере се користе за снимање пословне документације, до А3 формата папира великом брзином. Са добро обученим оператером, ова камера може да сними и до 120 докумената у минуту. Још једна карактеристика оваквих камера ја да могу у исто време да снимају обе стране документа.

### Уређаји за пренос дигиталних датотека на микрофилм
У употреби су два основна типа ових уређаја. Први тип преноси садржај дигиталне датотеке у виду појединачних карактера. Овај тип уређаја снима углавном на микрофилм у формату микрофиша. Густина записа је изузетно велика, тако да један микрофиш замењује 254 странице 132 колонске штампе на линијском или матричном штапачу. Други тип оваквих уређаја, преноси комплетну слику неког документа, који је скениран, или је изворно креиран на рачунару у било којем софтверском алату, на микрофилм ширине 16мм. 

## Претраживање
Приликом снимања микрофилма од 16мм или 35мм испод снимака документа, камера на филм додаје једно мало правоугаоно поље: БЛИП, а које нам служи за претраживање. Приликом претраживања, у микрофилмски читач уносимо редни број блипа, односно снмка који желимо да пронађемо, и на екрану читача ће се појавити снимак траженог документа.